# والتر نيكسون
والتر نيكسون (بالإنجليزية: Walter Nixon)‏ (و. 1928 – م) هو محام، وقاض من الولايات المتحدة الأمريكية .

## التعليم
تعلم في جامعة تولين.